# Đảo Thổ Chu
Đảo Thổ Chu hay đảo Thổ Châu là đảo lớn nhất trong quần đảo Thổ Chu và là trung tâm hành chính của xã đảo Thổ Châu, thành phố Phú Quốc, tỉnh Kiên Giang, Việt Nam. Từ lâu, các hải đồ của người phương Tây thường gọi đảo này là Poulo Panjang (gốc từ tiếng Mã Lai Pulau Panjang, Pulo Panjang, nghĩa là "cù lao dài" hoặc "đảo dài").

## Địa lý
Đảo Thổ Chu nằm cách đảo Phú Quốc và thành phố Rạch Giá lần lượt là 55 hải lý (102 km) và 220 km về phía tây nam và cách mũi Cà Mau 85 hải lý (157 km) về phía tây bắc. Trên đảo có bốn bãi biển là bãi Ngự, bãi Dong, bãi Mun và bãi Nhất, trong đó bãi Ngự và bãi Dong là lớn hơn cả. Đây là đảo xa bờ nhất so với Phú Quốc nói riêng và tỉnh Kiên Giang nói chung.

### Môi trường
Đảo Thổ Chu có môi trường thiên nhiên tươi đẹp với những rạn san hô mật độ cao, bãi cát trắng mịn ven đảo và những cánh rừng hoang sơ bên trong. Người ta thống kê được 99 loài san hô với ưu thế thuộc về hai chi là Montipora và Acropora thuộc họ San hô lỗ đỉnh. Cùng với thảm cỏ biển, rạn san hô là nơi sinh sống của các loài rùa biển. Khu hệ thực vật có khoảng hai trăm loài, chủ yếu là họ Bứa, họ Đậu và họ Hồng xiêm.
Về động vật, có các loài như sóc, khỉ, trăn, rắn,... Trên đảo còn có loài đặc hữu là thằn lằn chân ngón Thổ Chu (Cyrtodactylus thochuensis). Tuy vậy, đảo này đang chịu tác động của tình trạng ô nhiễm môi trường do rác thải dù được thu gom nhưng lại bị đổ xuống biển.

## Lịch sử

### Tên gọi
Tên gọi của đảo do chúa Nguyễn Ánh đặt trong thời kỳ bôn tẩu vốn là Thổ Châu (ông không bao giờ đặt tên là Thổ Chu vì kỵ húy tổ tiên mình là chúa Nguyễn Phúc Chu). Mặc dù trong Hán tự, Chu và Châu vốn được viết cùng một tự dạng, nhưng vẫn đọc là Châu. Đến sau năm 1975, một số cán bộ miền Bắc gọi nơi đây là Thổ Chu và dần phổ biến như hiện nay.

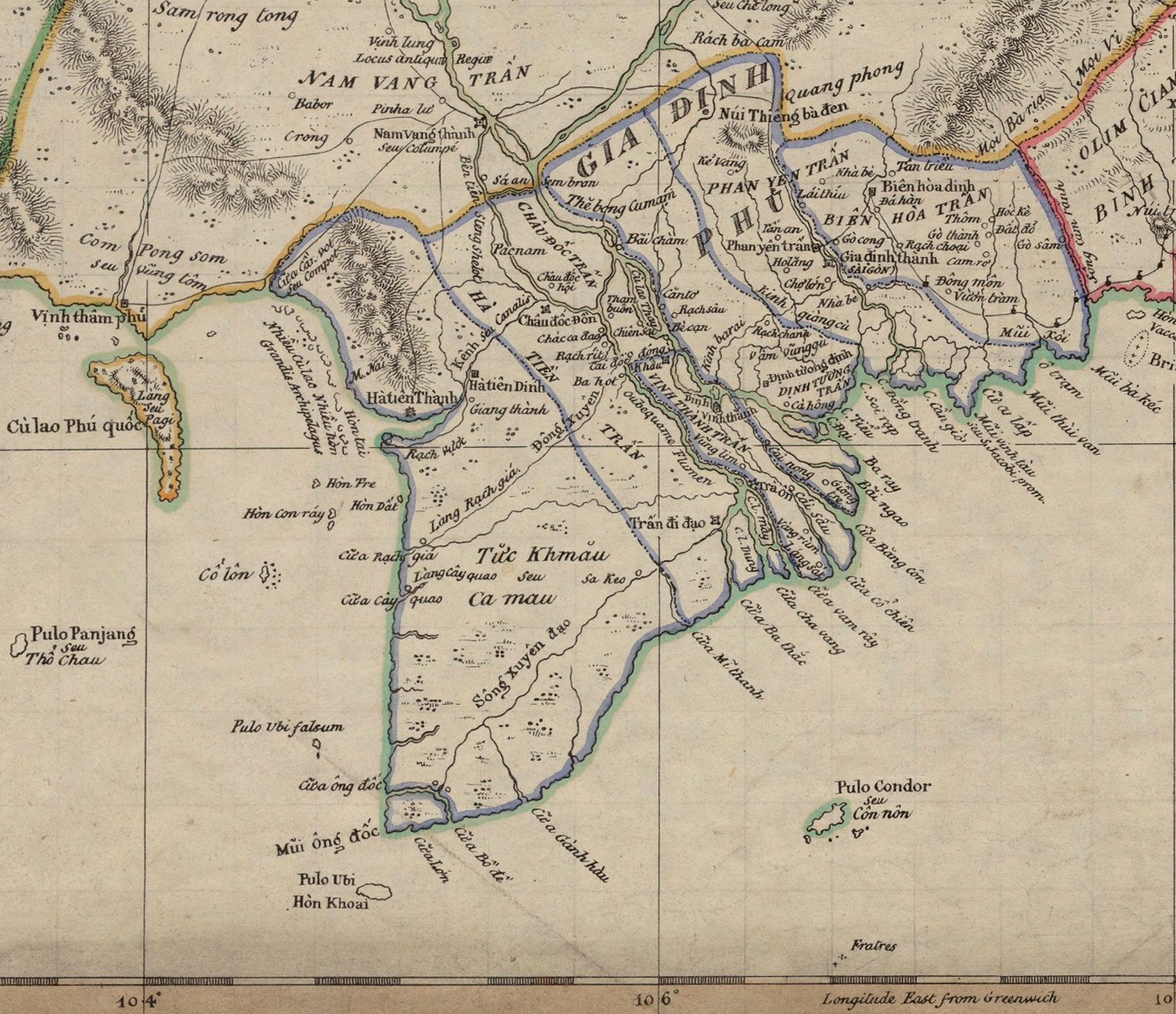
Bản đồ Nam Kỳ Lục tỉnh năm 1838, trích từ An Nam Đại Quốc Họa Đồ của Taberd. Đảo Thổ Châu ở phía cực Tây.

Bản đồ cổ An Nam đại quốc họa đồ ghi rõ tên gọi Thổ Châu - Pulo Panjang.
Ngư dân người Việt sinh sống tại đảo Thổ Châu từ thế kỉ 18. Sở dĩ trên đảo có địa danh bãi Ngự là vì đây là nơi chúa Nguyễn Ánh thường ra ngắm cảnh và bàn việc quân sự. Trong hành trình trốn quân Tây Sơn, rất nhiều lần chúa Nguyễn Ánh và gia quyến (mẹ, vợ, thuộc hạ,...) đã đến đây.
Năm 1777, Nguyễn Huệ dẫn quân Tây Sơn truy sát các chúa Nguyễn, hai chúa Phúc Thuần và Phúc Dương đều bị giết. Riêng chúa Phúc Ánh chạy thoát rồi ra đảo Thổ Châu tạm lánh nạn (khi ấy 15 tuổi).
Năm 1782, Nguyễn Ánh gặp Bá Đa Lộc tại bãi Ngự.
Năm 1783-1784, anh em Nguyễn Lữ, Nguyễn Huệ lại truy sát Nguyễn Ánh. Ông phải ra đảo Thổ Châu.
Năm 1785, sau khi thất bại trong trận Rạch Gầm - Xoài Mút, Nguyễn Ánh và thuộc hạ rút chạy về Cà mau và lui ra đảo Thổ Châu. Tướng Phan Tiếp Phận của Tây Sơn truy kích Nguyễn Ánh tại đây khiến ông phải chạy tiếp sang Xiêm.
Năm 1822, đại sứ nước Anh John Crawfurd trên hành trình đi sứ Xiêm và Cochin China [Việt Nam] đã ghé thăm và khám phá đảo Thổ Châu. Ngày 17 tháng 8 năm 1822, sau khi rời Băng Cốc, Crawfurd đi tới đảo Cin hoặc Kwi [đảo Wai]. Tới ngày 20, ông đến quần đảo Pulo Panjang [Thổ Châu]. Đảo lớn Panjang dài cỡ 3 dặm, nhóm đảo này có tất cả bảy đảo. Tên gọi của chúng là theo tiếng Mã Lai, nghĩa là đảo dài.
Một sự kiện khác là năm 1872, sau khi khởi nghĩa chống thực dân Pháp thất bại thì anh em Đỗ Thừa Luông, Đỗ Thừa Tự cũng có thời gian trốn trên đảo.
Thời Việt Nam Cộng hòa, trên đảo có khoảng 150 nóc gia, trong đó phần lớn là những hậu duệ của binh sĩ từ thời chúa Nguyễn tự rã ngũ hoặc về hưu nhưng không muốn trở lại đất liền. Hiện giờ không còn các hậu duệ này tại đây nữa.
Ngày 10 tháng 5 năm 1975, Khmer Đỏ tiến chiếm đảo Thổ Châu, bắt và đã giết hại 528 người dân. Ngày 24 tháng 5, Việt Nam khởi sự tấn công và thu hồi lại đảo vào ngày 27 cùng tháng. Năm 1977, một lần nữa Khmer Đỏ tấn công đảo này nhưng đã bị tiêu diệt hoàn toàn.
Ngày 27 tháng 4 năm 1992, Ủy ban nhân dân tỉnh Kiên Giang đưa sáu gia đình với khoảng ba mươi người đang cư ngụ tại xã Kiên Hải ra đảo Thổ Châu để lập nghiệp.
Ngày 24 tháng 4 năm 1993, Chính phủ Việt Nam Nghị định số 19-CP thành lập xã đảo Thổ Châu.
Ngày 22 tháng 10 năm 2014, HĐND tỉnh Kiên Giang ban hành Nghị quyết số 78/2014/NQ-HĐND về việc đề nghị thành lập huyện Thổ Châu thuộc tỉnh Kiên Giang trên cơ sở xã Thổ Châu của huyện đảo Phú Quốc.
Ngày 20 tháng 7 năm 2017, HĐND tỉnh Kiên Giang ban hành Nghị quyết số 76/NQ-HĐND về việc thống nhất đề nghị điều chỉnh địa giới đơn vị hành chính xã Thổ Châu, huyện Phú Quốc để thành lập huyện Thổ Châu thuộc tỉnh Kiên Giang.

## Kinh tế
Cư dân địa phương sinh sống bằng ngư nghiệp, bao gồm đánh bắt, mua bán hải sản và hậu cần nghề cá. Dù hơn 45% số hộ gia đình trên đảo có thu nhập từ 50 triệu đồng/năm trở lên nhưng nhìn chung kinh tế của Thổ Châu vẫn còn khó khăn; vì ngư trường đã cạn kiệt nên hiệu quả khai thác hải sản chỉ ở mức thấp. Theo quyết định 18/2009/QĐ-TTg của thủ tướng chính phủ Việt Nam thì đảo Thổ Châu được quy hoạch để trở thành trung tâm dịch vụ ngư nghiệp lớn của cả vùng.

### Cơ sở hạ tầng
Trên đảo Thổ Chu chỉ có một máy phát điện tập trung cho bãi Ngự. Đảo này cũng chưa có hệ thống cung cấp nước sạch mà quân đội và dân thường phải tự đào giếng để lấy nước. Con đường chính trên đảo được trải nhựa dài 30 km.. Trạm y tế xã Thổ Châu có hai mươi sáu phòng, tổng diện tích là 1.280 m² với các trang thiết bị như máy chụp X-quang, máy điện tim, máy siêu âm, bàn mổ đa năng,... Dịch vụ thông tin di động của ba mạng Viettel, Mobifone và Vinaphone đã phủ tới đảo.
Đảo Thổ Châu còn có ngọn đèn biển được thiết lập vào ngày 25 tháng 1 năm 2000. Nếu tầm hiệu lực của hải đăng vào ban ngày là 29 hải lý (53,7 km) thì vào ban đêm là 12 hải lý (22,2 km). Tâm sáng của đèn biển trong phạm vi 140 m. Ngoài ra, trên đảo còn có một trường học (từ mẫu giáo đến trung học cơ sở), bưu điện và một đền tưởng niệm các nạn nhân bị Khmer Đỏ thảm sát.

## Dân cư
Đa số cư dân trên đảo là dân chài cùng cán bộ hải quân vùng 5 và biên phòng. Đầu năm 2012, dân số của đảo là 1.700 người với 513 hộ dân. Dân cư sinh sống tập trung tại bãi Ngự và bãi Dong.
Vì mỗi năm phải chuyển nhà hai lần vòng quanh đảo để tránh bão nên nhà cửa của người dân còn tạm bợ. Vào mùa gió tây nam từ tháng 4 đến tháng 8, họ chuyển từ bãi Ngự sang bãi Dong; vào mùa gió đông bắc từ tháng 9 đến tháng 3, họ lại quay về nơi cũ.